# شين-إي أنيميشن
شين-إي أنيميشن (باليابانية: シンエイ動画株式会社، بالروماجي: Shin'ei Douga Kabushiki Gaisha) هو استوديو رسوم متحركة ياباني، تأسس في 9 سبتمبر عام 1976، ويقع مقره في نيشي طوكيو.

## أعمال الاستوديو

### مسلسلات أنمي تلفزيونية
- مندوب المبيعات الضاحك (1989–1992)
- كرايون شين-تشان (1992)
- دورايمون (2005)
- ستيتش! ~ أفضل أصدقاء للأبد ~ (2010-2011)
- فارس المنطقة (2012)
- سيد الدعابة تاكاجي-سان (2018)

### أفلام أنمي
- 2112 مولد دورايمون (1995)
- اليوم الذي ولدت فيه (2002)
- ستيتش ووكوكب الرمل (2012)
- ستيتش! ذاكرة مثالية (2015)
- سيد الدعابة تاكاجي-سان (2022)

## وصلات خارجية
- الموقع الرسمي (باليابانية)

شين-إي أنيميشن على موقع IMDb (الإنجليزية)
- شين-إي أنيميشن على موقع ANN company (الإنجليزية)